# Gemma Ward
Gemma Louise Ward, född 3 november 1987 i Perth, Australien, är en australisk fotomodell och skådespelare. 
Ward har bland annat  prytt omslag för tidskrifter som Vogue och ELLE. Hon blev upptäckt som 14-åring när hon besökte en modeshow med sina vänner, och hennes kanske mest kända kampanj har varit Burberrykampanjen för hösten 2006.
Inför sommaren 2008 gick hon enbart en handfull Haute Couture-visningar, men modellkarriären har ersatts av skådespeleri. Hon har bland annat spelat mot Liv Tyler i filmen The Strangers (2008). Hon spelade sjöjungfru i Pirates of the Caribbean: I främmande farvatten 2011.